# Cốc Ly
Cốc Ly là một xã thuộc huyện Bắc Hà, tỉnh Lào Cai, Việt Nam.